# Dwór Lipowy w Niwnicach
Dwór Lipowy w Niwnicach – zabytkowy dwór  w Niwnicach dużej wsi sołeckiej w Polsce, w województwie dolnośląskim, w powiecie lwóweckim, w gminie Lwówek Śląski. 

## Nazwa i opis
Dwór swoją nazwę zawdzięcza ponad kilometrowej, lipowej alei biegnącej od dworu aż do zrujnowanej kalwarii w Szymonkach – dawnym przysiółku Niwnic.
Obiekt wybudowany w XVI/XVII w. przez rodzinę von Redern, będącą właścicielami tej części wsi. Po wybudowaniu w pobliżu pałacu dwór został opuszczony przez ród von Redernów i był odtąd wykorzystywany jedynie jako budynek gospodarczy, który z czasem zatracił swoje charakterystyczne cechy stylowe. Przebudowany w drugiej połowie XVIII w. Dwór znajduje się w niewielkiej odległości od kopalni gipsu i anhydrytu Nowy Ląd w Niwnicach i w pobliżu Pałacu w Niwnicach.
O dawnej świetności obiektu świadczą dwie narożne wieże, które niegdyś mieściły alkierze, jak i bogato zdobiony portal w tylnej części obiektu. Dwór Lipowy przylega do parku pałacowego.